# Dacnusa monticola
Dacnusa monticola är en stekelart som först beskrevs av Forster 1862.  Dacnusa monticola ingår i släktet Dacnusa och familjen bracksteklar. Arten är reproducerande i Sverige. Inga underarter finns listade i Catalogue of Life.